# Operation Chromite
Die Landung bei Incheon (Codename: Operation Chromite) im September 1950 war ein Unternehmen im Koreakrieg (1950–1953), bei dem es den alliierten Truppen unter dem Kommando von General MacArthur gelang, einen Brückenkopf im Rücken der in den Süden Koreas vorgerückten Verbände der nordkoreanischen Armee zu erobern und so eine erste Kriegswende herbeizuführen.

## Vorgeschichte
Verbände der nordkoreanischen Armee hatten am 25. Juni 1950 den 38. Breitengrad Richtung Süden überschritten und damit den Koreakrieg und den Kriegseintritt der USA auf der Seite Südkoreas ausgelöst. Bereits am 28. Juni hatten sie Seoul erobert und bis September die südkoreanischen und US-amerikanischen Truppen in das Gebiet um Busan im Südosten der Halbinsel zurückgedrängt.
General MacArthur, der sich bei Kriegsausbruch in Japan aufhielt, hatte schon am 29. Juni das Kampfgebiet bei Suwon nahe Seoul inspiziert und erste Pläne für eine spätere Landungsunternehmung bei Incheon begonnen. Ursprünglich hatte er eine Landung bereits für den Juli geplant (Operation Blueheart), war aber von seinem Stab aufgrund der komplizierten Bedingungen für einen Erfolg sowie der sich schnell verschlechternden Lage an Land vor überstürzten Aktionen gewarnt worden.

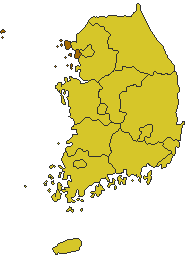
Lage Incheons in Südkorea

Ende August 1950 schienen die Bedingungen für die Vorbereitung einer Landung deutlich günstiger zu sein. Zwar hatten die Nordkoreaner die UN-Truppen und die Reste der südkoreanischen Streitkräfte bereits auf den Busan-Brückenkopf zurückgedrängt, aber die Front begann sich allmählich zu konsolidieren und der nordkoreanische Vorstoß hatte aufgrund der langen Nachschublinien und der verlustreichen Gefechte seinen Schwung eingebüßt. Die besten Aussichten zum Wenden der Gesamtlage versprach die bereits einmal ins Auge gefasste Landung bei Incheon, der Hafenstadt Seouls (hier lief ein Großteil der Nachschublinien auf Straße oder Schiene von Nordkorea in den Süden des Landes vorbei), die andere Hauptnachschublinie auf der Küstenstraße im Osten des Landes konnte von der Marine kontrolliert werden. Mit der Einnahme des Hafens und der Besetzung Seouls konnten die wichtigsten Nachschubwege der nordkoreanischen Streitkräfte, von denen 80–90 % in Südkorea kämpften, mit einem Schlag durchschnitten werden. Der Gewinn eines weiteren leistungsfähigen Hafens im Westen würde außerdem die Versorgungslage der UN-Streitkräfte verbessern.

## Vorbereitungen

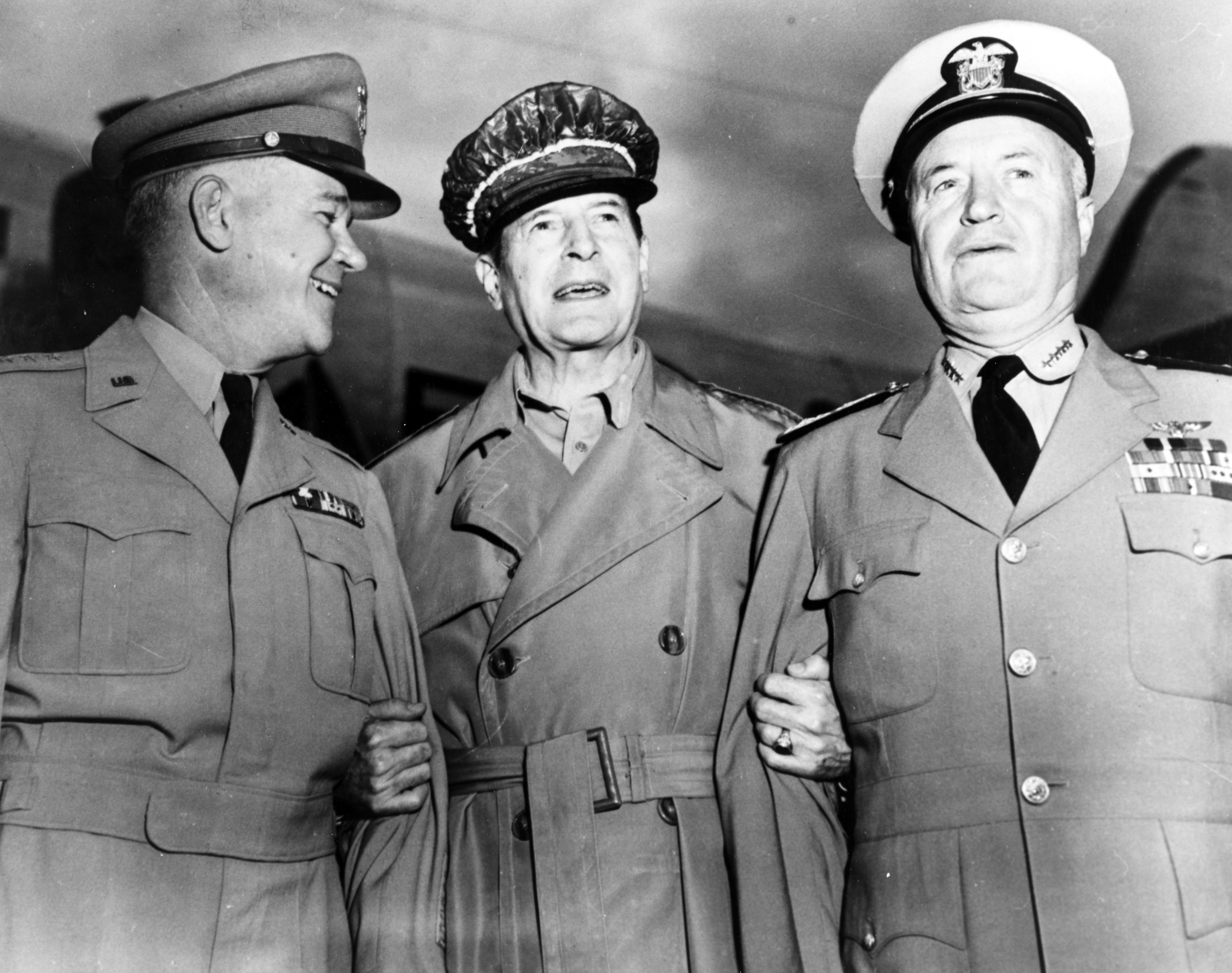
General MacArthur bei einem Treffen mit dem Chief of Staff of the Army J. Lawton Collins und dem Chief of Naval Operations Forrest P. Sherman am 21. August 1950 in Tokio

Eine Landung an dieser Stelle war allerdings mit großen Schwierigkeiten verbunden. Die Gezeitenunterschiede an der Westküste der Koreanischen Halbinsel gehören zu den größten der Welt, und der einzige für größere Schiffe benutzbare Zugang zur Landestelle führte durch den sogenannten „Fliegender-Fisch-Kanal“, eine enge Meeresstraße mit stark wechselnden Strömungen von drei bis fünf Knoten. Einige wohlplatzierte Minen konnten den Kanal unbenutzbar und die Landung damit unmöglich machen. Auch an Land und an der Küste boten sich große Schwierigkeiten; Incheon war eine große Stadt mit mehr als 200.000 Einwohnern, was zu schweren Häuserkämpfen führen konnte. Dem Hafen waren zwei befestigte Inseln vorgelagert: Wolmi-do und das kleinere, durch einen Damm mit Wolmi-do verbundene Sowolmi-do; an den anderen Landestränden behinderten Dämme, Deiche und regelrechte Mauern, welche die Flut zurückhalten sollten, eine Landung. Zudem war der Busan-Brückenkopf trotz der stetig eintreffenden Verstärkungen noch keineswegs in dem Maße stabilisiert, dass man ohne Bedenken Truppen für eine amphibische Landung am anderen Ende der Halbinsel abzweigen konnte; andere Truppen waren aber noch nicht verfügbar. Und die Zeit drängte, denn es bestand nur ein enges Zeitfenster für die Landungsunternehmung, bei der vor Incheon günstige Gezeitenverhältnisse für die tiefgehenden Kriegs- und Landungsschiffe herrschten. Das nächstgelegene Zeitfenster öffnete sich Mitte September 1950, das darauffolgende würde erst einen Monat später eintreten und lag damit bereits zu nahe am koreanischen Winter.
Für die Vorbereitung der Unternehmung blieben also gerade drei Wochen, in denen die Landung geplant und durchgeführt werden musste. Nur dank der durch die Seeherrschaft gewährleisteten großen Beweglichkeit der UN-Streitkräfte war eine so riskante und in kurzer Zeit anberaumte Unternehmung überhaupt möglich. Marine und Marineinfanterie hatten zudem während des Zweiten Weltkrieges vor allem auf dem pazifischen Kriegsschauplatz so viele Erfahrungen mit der Planung und Durchführung amphibischer Landungsunternehmen gesammelt, dass bei der Operation viele potenzielle Fehler vermieden werden konnten, und es war auch immer noch genügend entsprechendes Spezialmaterial vorhanden. Kernstück der Landungstruppen des X. US-Korps sollte eine Brigade der 1. Marinedivision sein, die in den vergangenen Wochen einen Großteil der Kämpfe in Südkorea mitgemacht hatte und als mobile Reserve bei der Verteidigung des Busan-Brückenkopfes eine wichtige Rolle spielte. Sie aus der Front herauszuziehen, stellte ein beträchtliches Risiko dar, das jedoch eingegangen werden musste, wenn die Landung Aussicht auf Erfolg haben sollte. Die zur Planung des Unternehmens notwendigen Aufklärungsdaten wurden neben der Luftaufklärung durch vor Ort anlandende Aufklärungsspezialisten von CIA und Marine beschafft, welche die Bedingungen an den beabsichtigten Landeplätzen auskundschafteten und im Zusammenwirken mit der koreanischen Bevölkerung vor Ort auch bei der Landung selbst eine Rolle spielten (siehe unten).
Schwierigkeiten bereitete auch die Wetterlage, da ein schwerer Taifun die Transportschiffe verlangsamte und die Hafenanlagen im japanischen Kōbe beschädigte, die für Verladen und Umladen der erforderlichen Ausrüstung bedeutsam waren. Ein südkoreanisches Patrouillenboot versenkte außerdem nahe Incheon einen nordkoreanischen Minenleger, was große Unsicherheit bezüglich möglicher Minensperren nahe der Landestelle auslöste. Trotzdem gelangten die Schiffe und Truppen rechtzeitig an ihre Ausgangspositionen, und am 13. September konnte die Unternehmung planmäßig anlaufen.

## Die Landung

Landeabschnitte der „Operation Chromite“

Die eigentliche Landung wurde von dem bereits Tage vorher gelandeten Erkundungstrupp auf der Insel Yonghung-do an der Einfahrt zum Hafen vorbereitet. Auf amerikanischer Seite nahm das X. Korps der US-Armee unter dem Kommando von Generalmajor Edward M. Almond teil, bestehend aus der 1. Marineinfanterie- und der 7. Infanteriedivision in Gesamtstärke von etwa 40.000 Mann, sowie 261 Schiffen und zahlreichen Flugzeugen. Die UN-Verbände besaßen die absolute See- und Luftherrschaft.
Zwei Tage vor Beginn der geplanten Landung erschien eine Gruppe von Kreuzern und Zerstörern (darunter auch britische und kanadische Einheiten) vor Incheon und begann mit der vorbereitenden Beschießung der Landezone. Dabei setzte der gelandete Erkundungstrupp das Leuchtfeuer auf der Halbinsel Palmi-do wieder in Betrieb, das den anlaufenden alliierten Schiffen wertvolle Navigationshilfe leistete. Minensucher stellten währenddessen sicher, dass der Fliegender-Fisch-Kanal tatsächlich minenfrei war. Das Gebiet wurde in drei Landungszonen aufgeteilt: Abschnitt „Rot“ (Red Beach) lag nördlich der Stadt nahe der Verbindung von Wolmi-do zum Land, Abschnitt „Grün“ (Green Beach) bezeichnete die Westküste von Wolmi-do, während Abschnitt „Blau“ (Blue Beach) im Südosten der Stadt lag. Die Insel Wolmi-do sowie das benachbarte Sowolmi-do mussten wegen ihrer beherrschenden Position unbedingt vor Beginn der eigentlichen Landung eingenommen werden, weshalb der erste Angriff im Abschnitt Grün erfolgte.
Mittlerweile hatten die Nordkoreaner die anlaufenden Vorbereitungen bemerkt und versucht, Palmi-do zurückzuerobern. Dabei wurde ein nordkoreanisches Landungsboot durch die Erkundungstrupps versenkt, und die Nordkoreaner verübten als Vergeltungsmaßnahme Übergriffe gegen die Zivilbevölkerung, da diese angeblich die gegnerischen Agenten unterstützt hatte. Im Zusammenwirken mit Angriffen durch Trägerflugzeuge wurden die nordkoreanischen Stellungen an den Abschnitten Rot und Grün durch das Artilleriefeuer der Kriegsschiffe schwer getroffen, gezielte Angriffe auf erkannte Munitionsdepots beraubten die Verteidiger zudem eines gewichtigen Teils ihrer Widerstandskraft. Der Kommandant der Inselfestung Wolmi-do war dennoch zuversichtlich, einen Landungsversuch abweisen zu können, und meldete dies auch seinen Vorgesetzten. Trotz der nun offensichtlichen Vorbereitungen vermutete die nordkoreanische Führung, wahrscheinlich durch vom Gegner lancierte Fehlinformationen, die Hauptlandung werde weiter südlich in Gunsan stattfinden, und sandte deshalb nur schwache Kräfte nach Incheon, die erst auf dem Schauplatz erschienen, als die Landung bereits durchgeführt war. So aber verteidigten nur knapp 1000 Soldaten die Strände, weitere 500 standen am Flughafen von Incheon und 5000 in Seoul selbst.

### Abschnitt Grün
Der erste Angriff der Landungstruppen erfolgte am Green Beach, um die beiden dem Hafen vorgelagerten befestigten Inseln zu erobern. Wolmi-do und das kleinere Sowolmi-do wurden in den frühen Morgenstunden des 15. September unter verhältnismäßig geringen Verlusten durch das 5. Marineinfanterieregiment genommen. Die Verteidiger wurden bei der Landung durch Beschuss von Schiffsartillerie und Luftunterstützung niedergehalten, und Panzer griffen die befestigten Stellungen mit Flammenwerfern an. Beständiges Artilleriefeuer und auf der einzigen Verbindungsbrücke verlegte Anti-Panzer-Minen verhinderten einen wirkungsvollen Gegenangriff der Nordkoreaner bis zum Beginn der Hauptlandung am späten Nachmittag.

### Abschnitt Rot

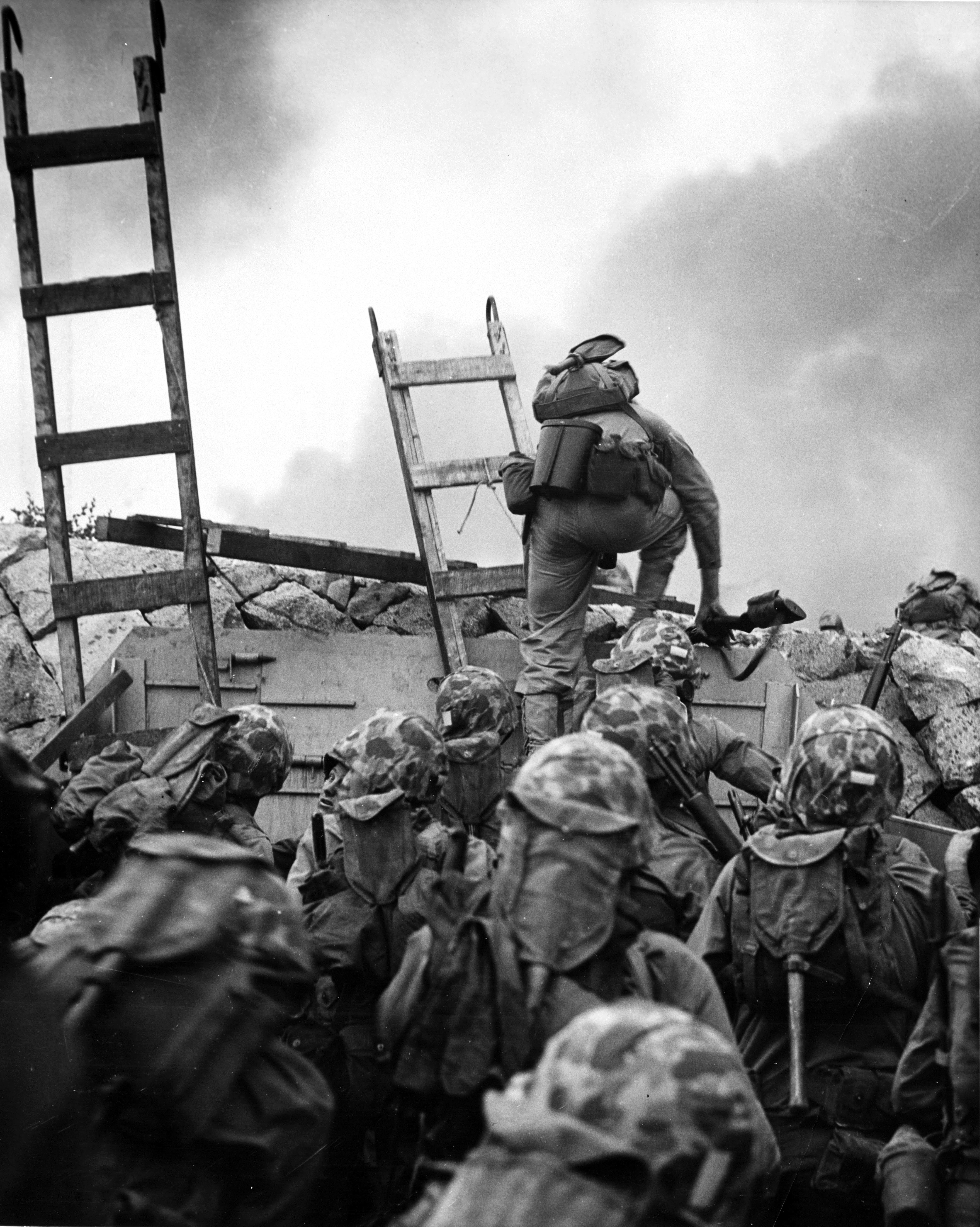
US-Marines ersteigen die Seemauern am Abschnitt Rot

Die Landung in diesem Abschnitt war wie auch im benachbarten Abschnitt Grün an passende Gezeitenverhältnisse gebunden, da die schweren LST-Landungsschiffe genug Wasser unter dem Kiel benötigten. Diese Voraussetzung trat erst am späten Nachmittag wieder ein, weshalb der Angriff hier erst mit der folgenden Flut stattfand. Am Red Beach waren besondere Schwierigkeiten zu meistern, da hier regelrechte Seemauern überwunden werden mussten. Dank der guten Vorausaufklärung standen den Soldaten geeignete Steigleitern zur Verfügung, mit denen sie die Mauern erstürmen und die gegnerischen Stellungen niederkämpfen konnten. Dann machten sie den Kopf der Verbindungsbrücke nach Wolmi-do frei, so dass die dort angelandeten Panzer vorrücken konnten.

### Abschnitt Blau
Am 15. September 1950 um 16:45 Uhr begann die heiße Phase des eigentlichen Landungsunternehmens am Blue Beach. Kreuzer und Zerstörer beschossen – wiederum unterstützt durch Tiefangriffe der Trägerflugzeuge – die Strände. Zum Teil zielten die Angriffe aber auch auf die Deiche in der Landezone, welche die Landungsfahrzeuge behinderten. Die Zerstörung der Deiche gelang nur unvollständig, so dass die schweren Landungsboote ihre Bugklappen nicht oder nur teilweise öffnen konnten. Um 17:20 Uhr gingen die ersten Landungstruppen des 1. Marineregiments an Land, während die Marine einen Täuschungsvorstoß gegen den im Bau befindlichen Tidehafen unternahm. Ein schweres Landungsboot wurde dabei durch Artillerietreffer versenkt; die anderen gelangten sicher auf den Strand. Zu diesem Zeitpunkt hatten die Verteidiger von Incheon bereits kapituliert, so dass die Landungsboote kaum noch Gefahr liefen, auf Widerstand zu treffen. Später beseitigten in anderen Abschnitten gelandete Bulldozer die Reste der Deiche, und die Landungsfahrzeuge konnten entladen werden. Die Marines erreichten ihre gesteckten Ziele ohne größere Schwierigkeiten und konnten vor allem die Stadt Incheon und die Bahnlinie nach Seoul sichern. Die normalen Hafenanlagen von Incheon konnten nach nur geringfügigen Reparaturen wieder benutzt werden, und bereits 24 Stunden nach der Landung war die Lage sicher genug, dass das X. US-Korps seinen Gefechtsstand in den Landekopf verlegen konnte.

## Vormarsch nach Seoul
Am Tage nach der Landung war Incheon fest in der Hand der UN-Truppen. Die nordkoreanische Führung versuchte durch Heranführung einer von Seoul aus Richtung Incheon in Marsch gesetzten und mit sowjetischen T-34 ausgestatteten Panzerdivision noch, ihre Fehleinschätzung zu korrigieren. Ein Großteil der Panzer fiel jedoch einem amerikanischen Luftangriff zum Opfer, und der Rest wurde von den gelandeten M26-Panzern zerschlagen. Bei der Landung erbeutete Dokumente aus der Feder Kim Il-Sungs legten den Schluss nahe, dass die Nordkoreaner von der UN-Intervention überrascht worden waren: „Wir hatten geplant, den Krieg innerhalb eines Monats zu beenden, wir konnten nicht vier amerikanische Divisionen vernichten […] Wir waren überrascht, als die UN-Truppen und die amerikanische Luftwaffe und Marine anrückten.“
Zwei Tage nach der Landung begann der Vormarsch auf Seoul, der sich jedoch erheblich schwieriger gestaltete als die Eroberung von Incheon. Die Nordkoreaner setzten alles daran, den Vorstoß der UN-Truppen aufzuhalten oder wenigstens entscheidend zu verlangsamen. Hierzu wurden nordkoreanische Kampfverbände aus dem Süden abgezogen und Seoul in Verteidigungsbereitschaft versetzt. Weitere Panzertruppen wurden gegen Incheon angesetzt und der Hafen aus der Luft angegriffen. Die Angriffe verursachten jedoch nur geringe Schäden. Währenddessen landeten die US-amerikanischen Streitkräfte mit Hochdruck weitere Ausrüstung und Truppen an, Pioniere reparierten die Eisenbahnlinie nach Seoul, und mit der Eroberung des Flughafens Gimpo konnten auch Verstärkungen aus der Luft die Front erreichen. Bis zum 22. September 1950 – eine Woche nach Angriffsbeginn – waren bereits 53.882 Soldaten, 6.629 Fahrzeuge und 25.512 Tonnen an Versorgungsgütern in den Brückenkopf geschafft worden.

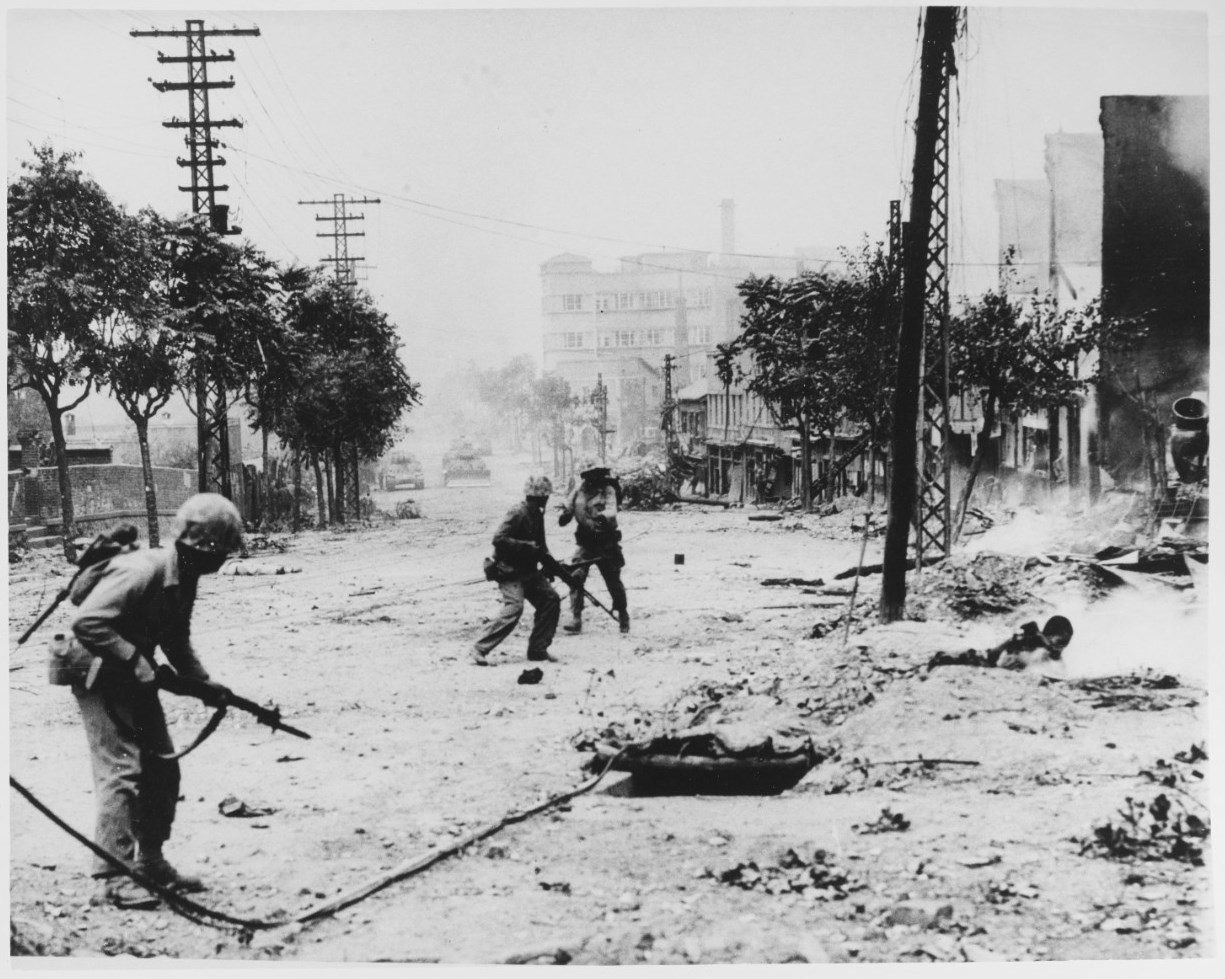
US-Soldaten im Straßenkampf um Seoul

Mit Hilfe der Luftunterstützung durch Trägerflugzeuge gelang es der 1. US-Marineinfanteriedivision und der 7. US-Infanteriedivision, die in Nord-Süd-Richtung verlaufenden Verkehrsadern an der Westküste zu besetzen und damit die in Südkorea kämpfenden nordkoreanischen Armeen vom Nachschub abzuschneiden. Am 22. September hatten die alliierten Einheiten das stark befestigte Seoul erreicht; heftige Häuserkämpfe waren erforderlich, um die Nordkoreaner aus der Stadt zu vertreiben. Am 25. September erklärten die UN-Truppen Seoul für befreit. Diese Erklärung war jedoch etwas voreilig, da zu diesem Zeitpunkt noch heftig um die Stadt gekämpft wurde. Hintergrund war die sich für die UN-Truppen bietende Möglichkeit, aus dem Erfolg, die nordkoreanischen Aggressoren in exakt drei Monaten zurückgeworfen zu haben, propagandistischen Nutzen ziehen zu können, was unverzichtbar erschien.
Obwohl die Landung selbst durchweg als meisterhaft durchgeführte amphibische Unternehmung gilt, wurde die Ansicht geäußert, dass der Vormarsch ins Landesinnere viel zu zögerlich abgelaufen und damit der Überraschungseffekt der Landung zu einem guten Teil verpufft sei. Immerhin dauerte es elf Tage, bis die Amerikaner das nur etwa dreißig Kilometer von der Landezone entfernte Seoul einnehmen und damit die nordkoreanischen Versorgungslinien unterbrechen konnten.

## Zusammenbruch der nordkoreanischen Armee
Zeitgleich mit der Vorbereitung der Landung hatten die nordkoreanischen Armeen ihre eigenen Vorbereitungen für die entscheidungssuchende Großoffensive auf Busan abgeschlossen und begannen am 1. September mit dem Angriff. Die UN-Streitkräfte im Brückenkopf gerieten in starke Bedrängnis, konnten jedoch unter Einsatz aller Reserven, Ausnutzung ihrer überlegenen Feuerkraft und Luftunterstützung die Angriffe zum Stehen bringen und den Angreifern schwere Verluste zufügen. Zwei Wochen nach Beginn der Offensive waren die Nordkoreaner durch die hohen Ausfälle bereits stark geschwächt und mit der am 16. September zeitgleich mit dem Angriff gegen Incheon beginnenden Gegenoffensive aus dem Busan-Brückenkopf gerieten die nordkoreanischen Streitkräfte in eine hoffnungslose Lage. Von vorn und hinten angegriffen und von ihren Nachschubquellen abgeschnitten, wurde die Masse der noch etwa 70.000 Soldaten zählenden nordkoreanischen Verbände, die in Südkorea kämpften, überwältigt oder versprengt. Viele der Versprengten schlossen sich den im unwegsamen Bergland kämpfenden Partisanen an. Obwohl die Kämpfe weitergingen, fanden die angreifenden UN-Streitkräfte kaum noch ernsthaften Widerstand und vereinigten sich bereits zehn Tage nach Angriffsbeginn südlich von Seoul mit den Truppen des X. Korps. Der nordkoreanischen Führung verblieben nach dieser Niederlage lediglich noch etwa 30.000 Soldaten, die den nun etwa 140.000 Mann zählenden UN-Truppen in Korea hoffnungslos unterlegen waren.

## Folgen
Aufgrund der hohen Verluste an Mensch und Material musste sich die weitgehend ausgeschaltete nordkoreanische Armee hinter den 38. Breitengrad zurückziehen. Bis Ende des Jahres wurde sie in den äußersten Norden des Landes zurückgedrängt, was im Oktober 1950 den Eintritt Chinas in den Krieg auslöste, welches kein westlich orientiertes vereintes Korea zu dulden bereit war. Die verbliebenen nordkoreanischen Truppen dienten als Kader für die Aufstellung neuer Divisionen, die den Krieg weiterführten.

## Verfilmungen
Bereits 1981 erschien mit Inchon eine erste Verfilmung, und 2016 folgte Operation Chromite.